# Fysiká mazí
Fysiká mazí (en griego Φυσικά μαζί, «Naturalmente juntos») es la segunda gira importante de la cantante griega Helena Paparizou. Onirama, el grupo de estilo pop/rock griego acompaña a Helena Paparizou en su gira haciendo de telonero, además de cantando algunas canciones con la cantante, como la canción Fisiká mazí, dúo entre los dos artistas, que da nombre al tour. La gira de conciertos comenzó el 30 de junio en el teatro Petrás de Atenas, acogiendo a 6.000 personas que disfrutaron del primer concierto.
- Datos: Q5872009